# 영웅전설 섬의 궤적
《영웅전설 섬의 궤적》은 니혼 팔콤이 제작한 2013년 롤플레잉 비디오 게임이다. 《영웅전설》의 하위 시리즈 《궤적》에 속하는 작품으로 에레보니아 이야기를 다루는 《섬의 궤적》 사부작의 시작이다. 플레이스테이션 3와 플레이스테이션 비타 플랫폼으로 동시에 개발돼 일본서 2013년 9월 26일 처음 발매됐다.
시간대상 《제로의 궤적》과 《벽의 궤적》와 동일 시점에 속하며 배경은 에레보니아 제국이다. 토르즈 사관학교의 VII반에 속한 린 슈바르처가 주인공으로 일행이 에레보니아 전역으로 현장학습을 나가며 겪는 사건들이 주내용이다.
2017년에 엑시드 게임스가 개발한 윈도우판에 출시됐다. 2018년에 플레이스테이션 4, 2021년에 닌텐도 스위치 이식판이 발매됐다. 2014년에 후속작 《영웅전설 섬의 궤적 II》이 출시됐다.

## 반응
《섬의 궤적》은 리뷰 애그리게이터 웹사이트 메타크리틱에서 "대체적으로 긍정적인 평가"를 기록했다..

## 참조

### 주해
1. ↑  클라우디드 레퍼드 엔터테인먼트가 닌텐도 스위치판 개발
2. ↑  일본어: 英雄伝説 閃の軌跡, 영어: The Legend of Heroes: Trails of Cold Steel